# Guillem Rosselló Bordoy
Guillem Rosselló i Bordoy (sa Casa Blanca, Palma, 27 de març de 1932 - Santanyí, 13 d'agost de 2024) fou un historiador mallorquí. Es llicencià en filologia semítica per la Universitat de Barcelona el 1955 i en història per la Universitatde Barcelona el 1960. Doctor en Arqueologia (1973) per la Universitat de Barcelona, i en Estudios Árabes per la Universidad Complutense de Madrid (2003) amb Premi Extraordinari de Doctorat. A finals dels anys 50, amb Maria Petrus, María Luisa Serra Belabre i Eduardo Ripoll i Perelló. va formar part de l'equip d'investigació liderat per Lluís Pericot. Va ser director del Museu de Mallorca des del 1965 al 2002 i va publicar articles d'història a Mayurqa. Va ser un expert en arqueologia, prehistòria, història medieval i Madīna Mayūrqa.
Fou membre de la Societat Arqueològica Lul·liana, de la Reial Acadèmia de Belles Arts de San Fernando des del 1972, de l'Acadèmia de Bones Lletres de Barcelona des del 1976, de la Maioricensis Schola Lullistica des del 1977 de la Reial Acadèmia de la Història des de 1994. El 2008 va rebre el Premi Ramon Llull.

## Obres
- El túmulo escalonado de Son Oms (1963)
- L'Islam a les Illes Balears (1968)
- La cultura talayótica en Mallorca (1979).
- Els oblidats: petites històries de mallorquins (1990)
- Remembrança de Nunyo Sanç. Una relació de les seves propietats a la ruralia de Mallorca (1993) amb Antoni Mut Calafell.
- Escrit sobre la terra: estudis de toponímia (1994)
- Ceràmica popular a les Balears (1997) amb Baltasar Coll Tomàs.
- Espanyols i Pacs: poder i cultura a la Mallorca del segle XV (1999) amb Maria Barceló Crespí i Baltasar Coll Tomàs
- La ciudad de Mallorca. La vida cotidiana en una ciudad mediterránea medieva (2006) amb Maria Barceló Crespí.